# Bukovec (Jizerské hory)
Bukovec (1005 m n. m.) je výrazný čedičový vrch na východním okraji Jizerských hor, v okrese Jablonec nad Nisou. Svým výrazným kuželovitým tvarem tvoří dominantu horské osadě Jizerka. Díky čedičovému podkladu se na vrchu vyvinula bohatá flóra. Zajímavosti místní přírody popisuje naučná stezka. Z vrcholu je za dobrého počasí rozhled také na západní část Krkonoš. Bukovec je jednou z největších čedičových kup v Evropě.

## Naučná stezka
Naučná stezka Bukovec - Jizerka - rašeliniště Jizerky je nejstarší naučnou stezkou v Jizerských horách. Byla založena v roce 1971 a je 6 km dlouhá. Po trase se můžeme setkat s 18 informačními tabulemi, kde návštěvníky hor seznamuje s geologickým uskupením Bukovce a s ekosystémem rašeliniště Jizerky.

## Přírodní rezervace
Bukovec je chráněn jako přírodní rezervace s rozlohou 30 ha, hranice rezervace kopírují úpatí hory. Hora je ojedinělým neovulkanickým útvarem v krkonošsko-jizerském masívu. Důvodem vyhlášení rezervace jsou především raritní čedičové výlevy. Vlastní útvar Bukovce tvoří vypreparované čedičové těleso z olivinického nefelinitu, na jihovýchodním a severovýchodním svahu se vyskytují suťová pole.
Předmětem ochrany je rovněž pestrá lesní květena (několik druhů je endemitních) a různé druhy horského lesního porostu. Pod vrcholem Bukovce jsou patrny stopy po důlní činnosti a starých lomech.
Z chráněné květeny rostoucí na svazích Bukovce lze jmenovat upolín, lýkovec jedovatý, prha arnika či jestřábník oranžový. Z endemitů např. vemeníček zelený, kropenáč vytrvalý, oměj pestrý atd. Vydatně srážky, běžné v této oblasti kraje napomáhají plnému vývinu teplomilných hajních druhů, ale i druhů vyloženě horských.

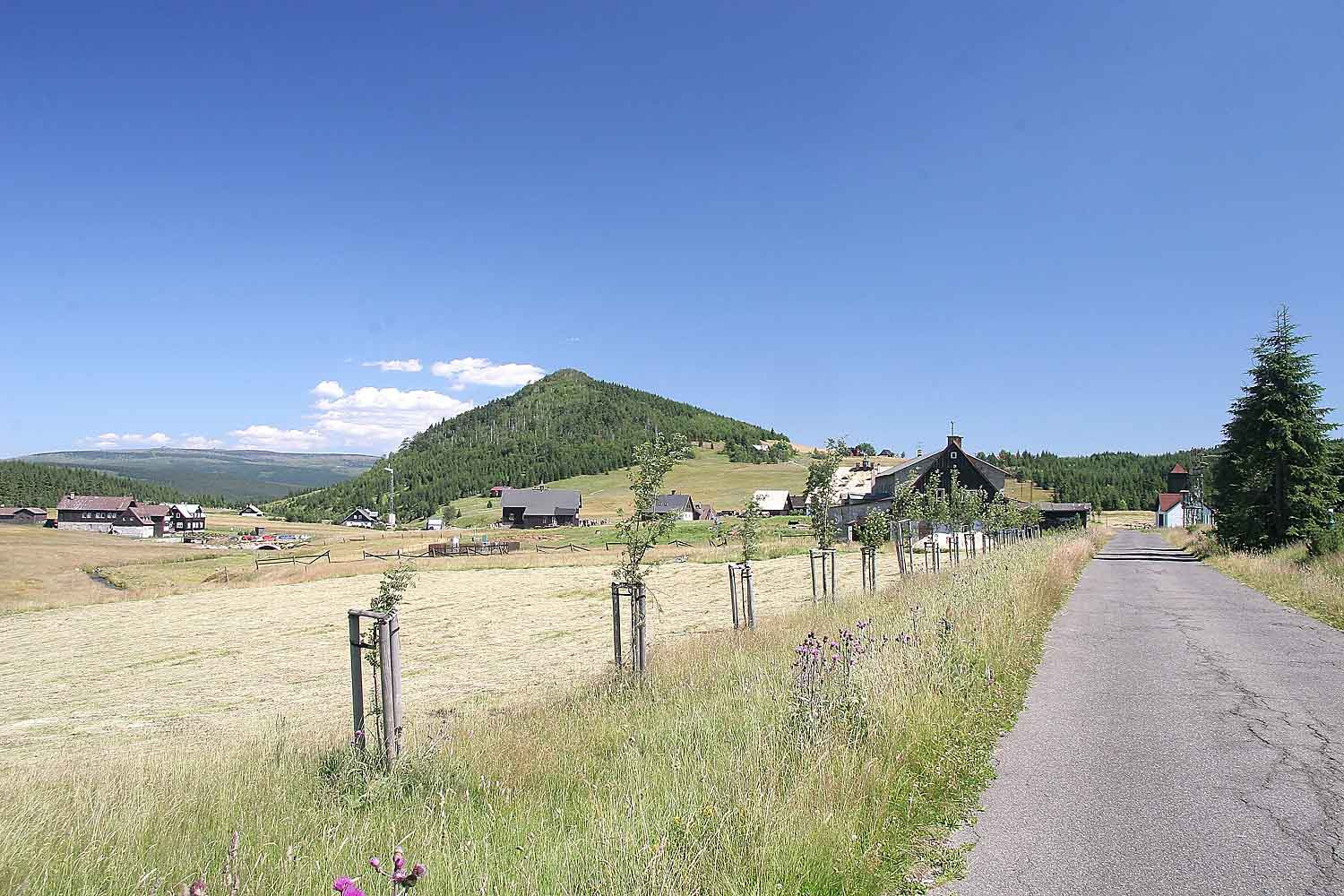
Bukovec nad Jizerkou
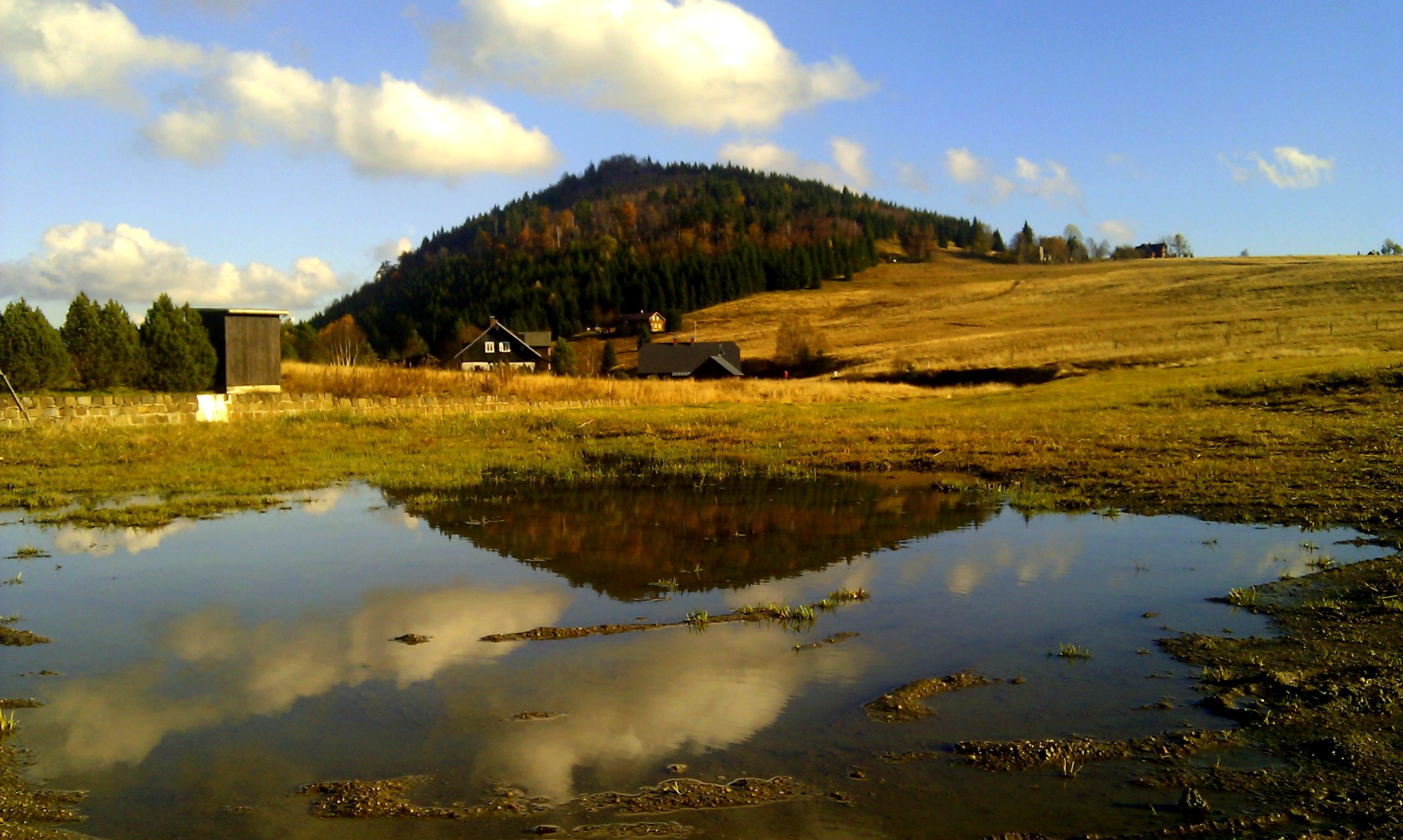
Podzimní Bukovec
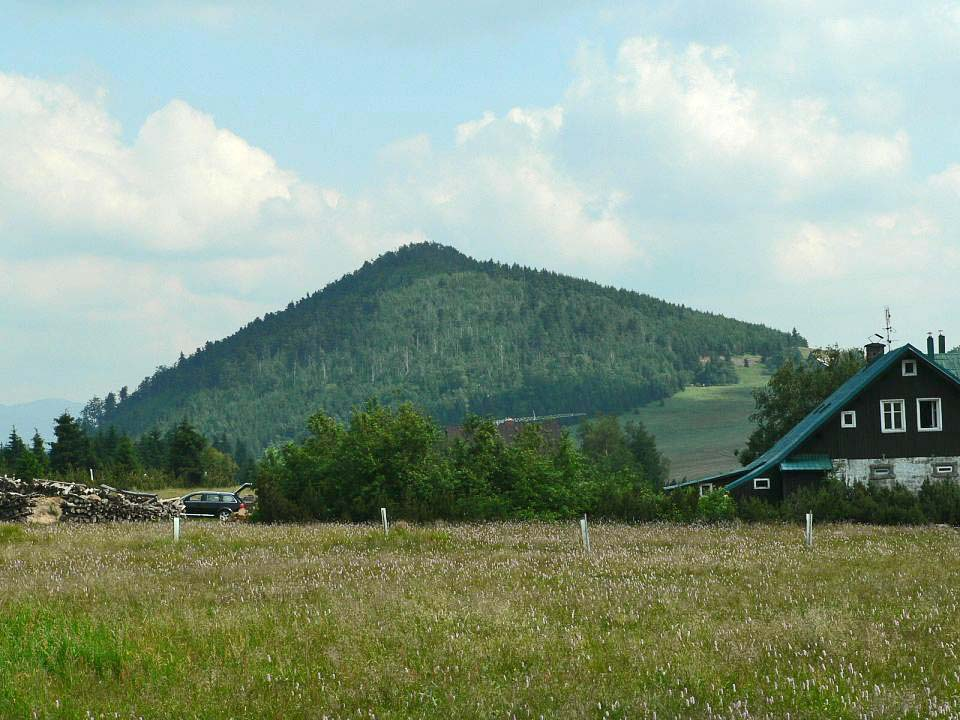
Bukovec z Jizerky
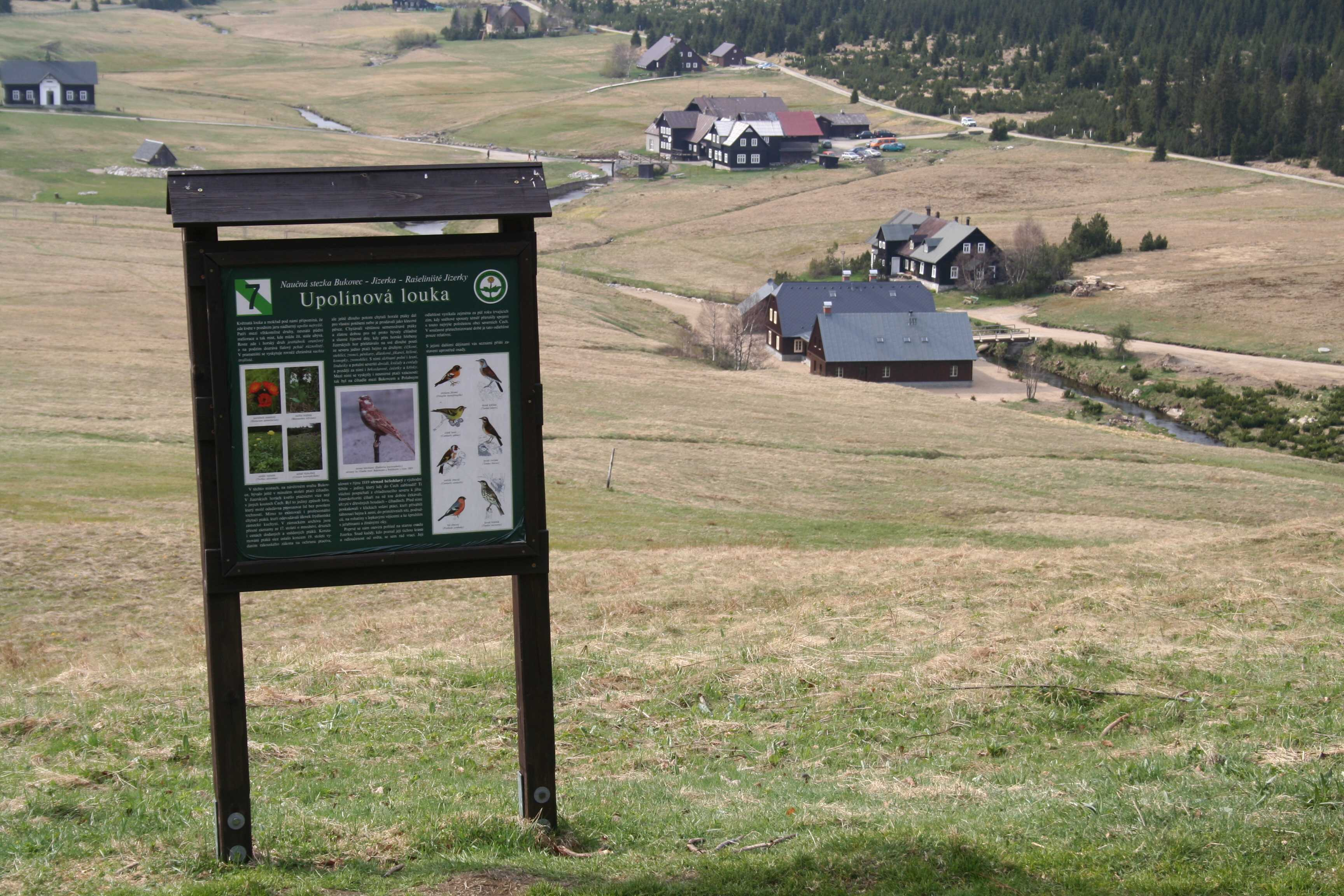
Jizerka z Bukovce